# Tekit, Yucatán
Tekit là một đô thị thuộc bang Yucatán, México. Năm 2005, dân số của đô thị này là 9163 người.